# 이스라엘 방위군
이스라엘 방위군 (-防衛軍, 히브리어: צבא ההגנה לישראל Tsva Hahagana LeYisrael (도움말·정보) Israel Defense Forces)은 이스라엘의 국군이다. 주로 줄임말인 IDF 또는 히브리어의 약자인 차할(צה"ל) 로 자주 불린다. 이스라엘 육군, 이스라엘 해군과 이스라엘 공군으로 구성되어 있다. 이스라엘 안보기구의 유일한 군사조직으로, 이스라엘 국방장관 휘하의 총참모장이 총 지휘를 맡고 있다.

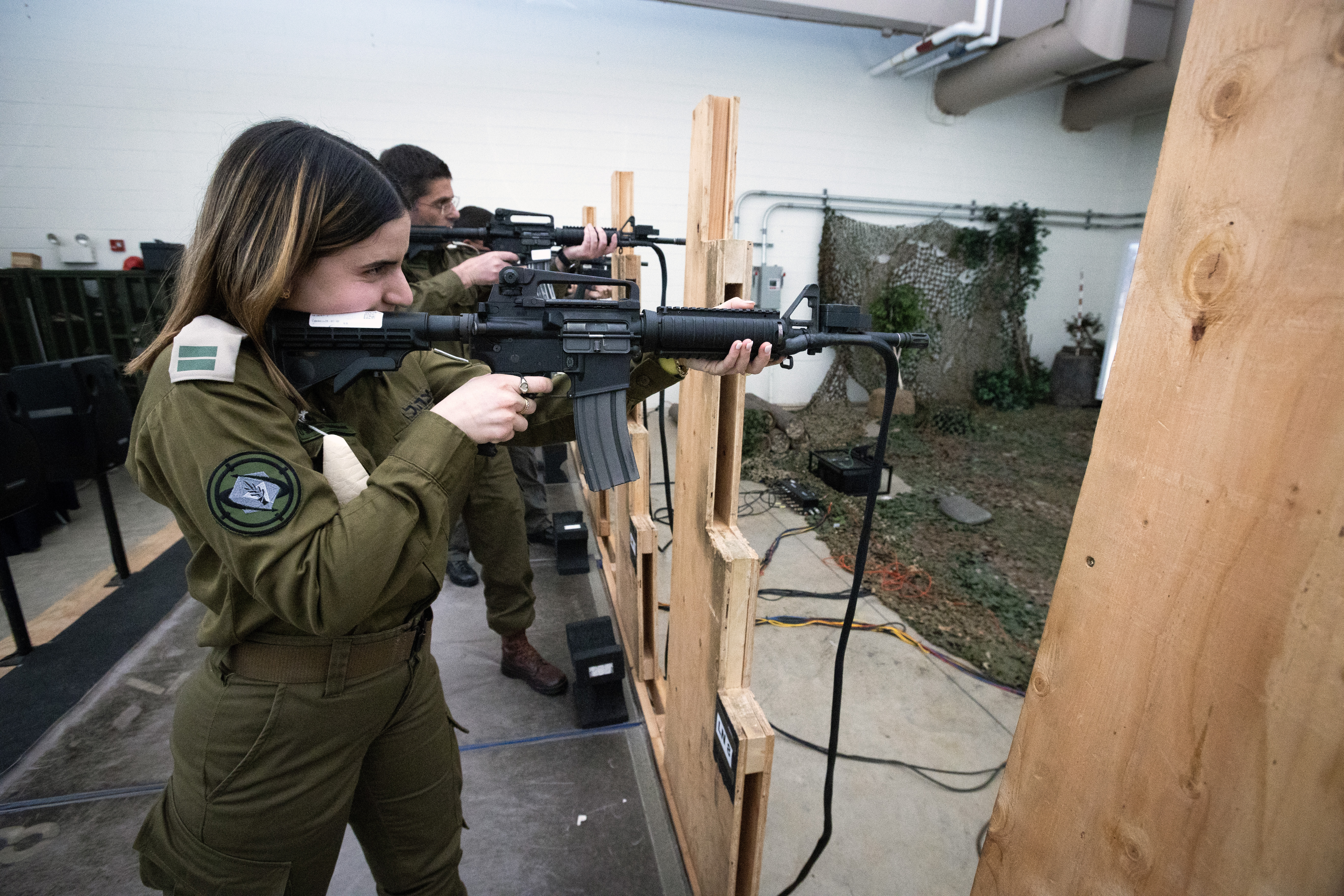
사격 훈련을 하는 이스라엘 여군

유대인, 드루즈계 이슬람 교도, 베두인은 징집 대상이다. 여성들도 징집되어, 징집률은 세계 1위이다(2위는 대한민국). 그러나 실제로 여성들의 1/3은 결혼이나 종교적인 이유로 면제되며, 징집된 여성도 전투 지원 업무에만 복무하게 하고 있다. 과거에는 여성들도 전투 부대로 차출되었다고 한다.

## 역사
1948년 5월 26일 창군되었다. 이스라엘 정부는 이스라엘 방위군의 창군목적이 "이스라엘의 시민들을 보호하고 일상 생활을 위협하는 테러리즘과 싸우는 것"라고 주장한다.
기존  이슈프의 준군사조직인 하가나, 이르군, 레히에서 징집병들을 끌어 모으면서 징집군으로 활동하기 시작했다. 이는 이스라엘 독립선언 직후 결성되었으며, 이스라엘과 관련된 모든 무력 분쟁에 참여해 왔다. 원래는 북쪽의 레바논과 시리아, 동쪽의 요르단과 이라크, 남쪽의 이집트 등 세 개의 주요 전선에서 활동했지만 1979년 이집트-이스라엘 평화협정과 1994년 이스라엘-요르단 평화협정 이후 주로 레바논 남부와 팔레스타인 영토로 초점이 옮겨졌다. 그러나 2011년 이후로 계속되는 다자간 시리아 내전으로 인한 지역 불안정으로 인해 주목할 만한 이스라엘-시리아 국경 사건이 자주 발생했다.
IDF는 1967년부터 미국과 F-15I, 전술 고에너지 레이저, 화살 등에 대한 공동 노력과 연구개발 협력 등 긴밀한 안보관계를 유지해 왔으며, 1967년부터 80~400개의 핵탄두를 보유하고 있는 것으로 추정된다.

## 규모

#### 병력
상비군:170000명 예비군:465000명 준군사조직:35000명 

#### 육군
전차:1300대 장갑차:35985대 자주포:352문 견인포:171문 다연장로켓포:183문

#### 공군
총 항공기 수:611기 전투기:240기 공격기:38기 수송기:13기 훈련기:159기 특수목적항공기:19기 공중급유기:14기 헬기:147기 공격헬기:48기

#### 해군
총 함정 수:62척 총 톤수:38238톤 항공모함:0척 헬기항모:0척 구축함:0척 호위함:0척 초계함:7척 잠수함:5척 순찰선:46척 기뢰전함:0척
(2025년 기준, 값은 추정치)

## 임무
IDF의 사명은 이스라엘 국가의 존재, 영토 보전 및 주권을 수호하는 것이다. 이스라엘 주민들을 보호하고 일상 생활을 위협하는 모든 형태의 테러와 싸우는 것을 임무로 하고 있다.
IDF의 주요 원칙은 수적으로 우세한 적들과 싸워야 한다는 이스라엘의 필요성에서 비롯된다. IDF는 군대를 신속하게 동원하여 적들이 적 영토에 개입하는 것을 보장할 수 있다면 모든 전쟁의 승리가 가능하다고 믿는다. 21세기 들어, 테러리스트 조직, 하마스가 운영하는 지하 사회 기반 시설 등을 포함한 다양한 비전통적인 위협들이 IDF로 하여금 공식적인 국방 교리를 수정하도록 강요해 왔다.

## 조직
가장 높은 계급은 중장으로 참모총장이 유일하게 중장 직급을 가진다. 참모총장은 국방부 장관의 추천에 따라 내각이 공식적으로 임명하며 임기는 3년이다. 정부는 투표를 통해 복무 기간을 4년으로 연장할 수 있으며, 드문 경우지만 최대 5년까지 연장할 수 있다. 현재 참모총장은 헤르지 하레비 (Herzi Halevi)이다.

### 구조

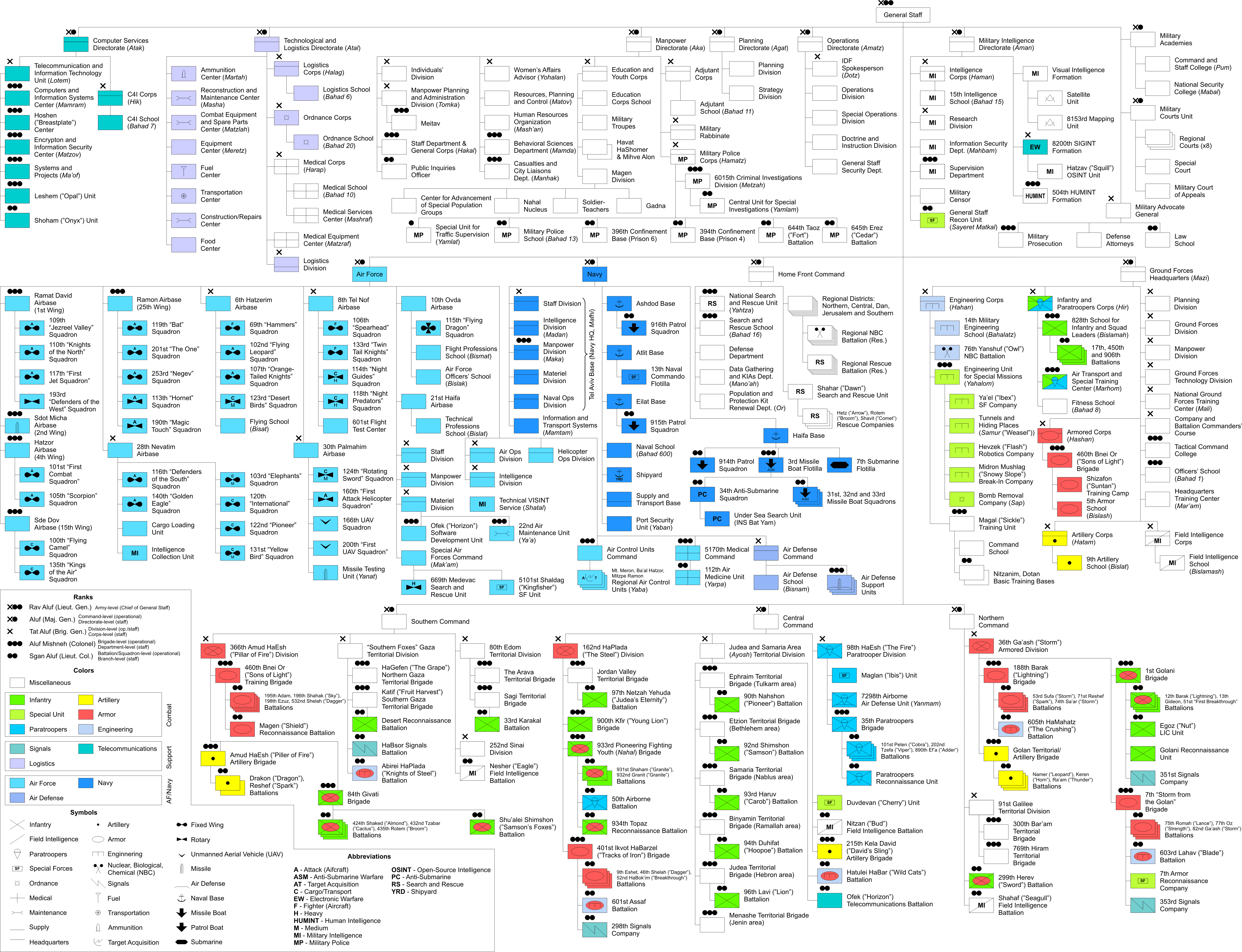
IDF 구조도

IDF에는 다음과 같은 기관들이 있다.

### 계급
대부분의 군대와 달리 IDF는 공군과 해군을 포함한 모든 군단에서 동일한 계급 이름을 사용한다.
지상군 장교의 경우 계급 휘장은 빨간색 바탕에 황동으로 표시된다. 공군의 경우 파란색 바탕에 은색, 해군의 경우 소매 부분에 금색을 착용한다. 장교 휘장은 양쪽 어깨 상단의 견장에 착용한다.
- 장성급 장교

- 소장
- 준장
- 상급 대령

- 영관급 장교

- 대령
- 중령
- 소령
- 특무 소령: 예비역 전문사관

- 위관급 장교

- 대위
- 중위
- 소위
- 특무 중위: 전문사관(직업 군인)
- 특무 소위: 전문사관(의무 복무자)

- 부사관

- 원사
- 상사
- 일등 중사
- 이등 중사
- 하사

- 병

- 상병
- 일등병
- 이등병
- 견습병: 해군의 랜드맨과 동일한 계급이다.

### 복무 종류
- 정규 복무(שירות חובי): 이스라엘 보안국법에 따라 실시되는 의무적인 군 복무
- 영구 복무(שירות קבע): IDF와 영구 직책 보유자 간의 계약 합의의 일부로 수행되는 군 복무
- 예비군(שירות ילואים): 시민이 훈련 및 지속적인 군사 활동, 특히 군사력 증대를 목적으로 매년 최대 한 달 동안 현역 복무(예비군 복무법에 따라)로 소집되는 군 복무

IDF는 정규군이 될 군인들을 위한 예비 군사 과정도 준비되어있다.

#### 정규복무:
18세 이상의 모든 이스라엘 시민은 국가 군 복무를 의무적으로 수행해야 한다. 하지만 아랍(드루즈파 제외)시민은 원할 경우 면제되고 종교적, 신체적, 심리적 이유로 기타 예외가 적용될 수 있다. 초정통파 유대인을 복무에서 면제시키는 '탈' 법은 여러 법원 소송과 상당한 입법 논란의 대상이 되어 왔다.
2015년 7월 전까지 남성은 IDF에서 3년 동안 복무했다. 2015년 7월부터는 2년 8개월(32개월) 복무로 단축되었으며, 일부 역할에는 추가로 4개월의 정규 복무가 필요하다.
여자는 2년 복무한다. 다양한 전투 위치에서 봉사하는 일부 인원들은 훈련 기간이 더 길기 때문에 종종 3년 동안 복무하는 경우도 있다. 프로그래머와 같이 오랜 훈련 시간이 필요한 특정 직위의 여성도 3년을 복무할 수 있다.
많은 종교적 시오니스트 남성들(그리고 알리야를 하는 많은 현대 정교회)은 토라 학습과 군 복무를 결합한 5년 프로그램인 헤스더(Hesder)를 선택한다.
일부 뛰어난 신병은 최종적으로 특수 부대의 일원이 되기 위해 훈련을 받도록 선발된다. IDF의 모든 여단에는 자체 특수 부대가 있다.
직업군인은 월 평균 NIS 23,000을 지급받으며 이는 징집병에게 지급되는 NIS 460의 50배 정도이다.
1998~2000년에는 이스라엘 군대 복무를 거부한 사람 중 약 9%만이 면제를 받았다.

#### 영구복무:
영구 복무는 정규 복무 이후 단기간 또는 장기간 군 복무를 계속하고 많은 경우 군을 직업으로 삼는 군인을 위해 고안되었다. 정규복무는 대개 정규복무 기간이 끝난 후 바로 시작되지만, 정규복무 기간이 끝난 후 전역하고 나중에 다시 정규복무 기간을 거쳐 다시 정규복무를 하는 군인도 있다.
영구 복무는 IDF와 영구 직위 보유자 간의 계약상 합의에 기초한다. 복무 계약은 군인의 복무 기간을 정의하며, 계약 기간이 끝날 무렵에는 군인의 복무 기간 연장에 대한 논의가 발생할 수 있다. 정규군 병사들은 정규군 복무기간을 마친 후 정규군 복무를 해야 하는 경우가 많고, 그 대가로 장기간의 훈련기간이 필요한 군직에 배치되는 경우가 많다.
영구 복무의 대가로 영구 복무 군인은 급여 전액을 받는다. 정규군으로 장기간 복무할 경우, 군대로부터 연금을 받을 수 있다. 이 권리는 나머지 이스라엘 퇴직자에 비해 상대적으로 낮은 연령부터 부여되기 시작한다.

#### 예비군:
정기적인 복무를 마친 후, 그들은 영구적인 군 면제를 받거나 예비군의 한 자리를 배정받는다.
IDF는 다음을 위해 예비군을 소집할 수 있다:
- 40세(병) 또는 45세(장교)까지 3년에 최대 1개월까지 예비역 복무.

예비역들은 이 연령 이후에 인력관리국의 승인을 받아 자원봉사를 할 수 있다.
- 전시에 즉각적으로 현역으로 복무.

IDF에서 복무한 모든 이스라엘인으로서, 특별한 면제가 없는 한 40세 미만인 사람은 예비역 자격이 있다. 지난 3년 이내에 적어도 20일 이상의 예비역 복무를 마친 사람만 현역 예비역으로 간주된다.

## 관련 단체
IDF와 같이 일하지만 완전히 이스라엘 방위군의 일부는 아니다.
- 모사드
- 신베트
- 이스라엘 국가안전보장회의
- 국경수비대

## 같이 보기[6]
- 탈피오트 제도
- 8200부대
- 하레디 부대
- 하마스
- 이스라엘 병역 제도

## 참고문헌
- 노석조(2018). ≪강한 이스라엘 군대의 비밀≫.메디치.